# 水杨酸镁
水杨酸镁是水杨酸的镁盐，化学式为C14H10MgO6。它可由水杨酸和碱式碳酸镁在热水中反应得到，70 °C干燥可得四水合物。其四水合物微溶于水。它可用作消炎镇痛药。